# Sho Matsumoto
Sho Matsumoto (松本 翔 Matsumoto Sho?), född 4 april 1992 i Kanagawa prefektur, är en japansk fotbollsspelare.
Matsumoto började sin karriär 2011 i Yokohama F. Marinos. Efter Yokohama F. Marinos spelade han för Ehime FC, Renofa Yamaguchi FC, Saurcos Fukui och Gainare Tottori.